# Vincent Serventy
Vincent Noel Serventy (* 6. Januar 1916 in Armadale, Western Australia; † 8. September 2007 in Woy Woy, New South Wales) war ein australischer Autor, Ornithologe und Naturschützer.

## Leben
Serventy war das jüngste von acht Kindern der kroatischen Einwanderer Victor und Antica Serventy, geborene Gabelich. Der Ornithologe Dominic Serventy war sein Bruder. 1941 erlangte er den Bachelor of Science und den Bachelor of Education in Geologie und Psychologie an der University of Western Australia. 1942 trat er der Royal Australasian Ornithologists Union (RAOU) bei. Von 1946 bis 1947 war er Präsident des Western Australian Naturalists Clubs. 1946 wurde er zum Mitglied auf Lebenszeit bei der Wildlife Preservation Society ernannt und 1973 zu deren Präsident gewählt. Von 1955 bis 1958 war er Dozent für Naturwissenschaften und Mathematik am Claremont Teachers College in Western Australia. Von 1958 bis 1964 arbeitete er beim staatlichen Bildungsministerium. Von 1966 bis 1982 war er Redakteur bei der Zeitschrift Wildlife Australia. 1970 wechselte er seinen Wohnsitz nach Sydney, New South Wales.
1956 kaufte Serventy eine Filmkamera und drehte Dokumentarfilme, die ab 1967 in Australiens erstem Fernseh-Umweltprogramm Nature Walkabout gezeigt wurden.
1985 unterstützte Vincent Serventy den Conservation Council of Western Australia bei seiner erfolglosen Kampagne, den Bau einer großen Straße durch das Trigg Regional Open Space zu verhindern. Dieses öffentliche Land war im System 6 Parks and Reserves Report an die Umweltschutzbehörde als besonders erhaltenswert eingestuft worden, da sich das Buschland vom Meer bis zu Tuart- und Banksia-Wäldern erstreckt, was im Großstadtgebiet eine Seltenheit ist. In Vorträgen referierte Serventy über die Bedeutung dieses Landes für seine Vegetation, seine Landformen und seinen Lebensraum für die örtliche Fauna und die Zugvögel.

## Ehrungen und Dedikationsnamen
Im Jahr 1974 wurde Serventy mit der Australian Natural History Medallion des Field Naturalists Club of Victoria ausgezeichnet. 1976 wurde er für seine Verdienste für den Naturschutz und die Naturgeschichte zum Mitglied des Order of Australia ernannt. 1980 wurde er von Prinz Bernhard der Niederlande mit dem Orden der Goldenen Arche in der Klasse Ritter geehrt. 1998 wurde ihm die Ehrendoktorwürde der Macquarie University verliehen. 1994 wurden er und sein Bruder Dominic im Artepitheton der ausgestorbenen Kormoranart Microcarbo serventyorum geehrt, die von Gerard Frederick van Tets erstbeschrieben wurde.

## Schriften
- The Archipelago of the Recherche. Part 2: Birds, AGS Report No. 1. Australian Geographical Society: Melbourne, 1952
- The Australian Nature Trail. Georgian House: Melbourne, 1965.
- A Continent in Danger. Survival Books. A Survival Special. Andre Deutsch: London, 1966
- Nature Walkabout. Reed: Artarmon, 1969
- Southern Walkabout. Reed: Artarmon, 1969
- Around the Bush with Vincent Serventy. ABC: Sydney, 1970
- Dryandra. The story of an Australian forest. Reed: Sydney, 1970
- (mit Dominic Serventy und John Warham) The Handbook of Australian Sea-birds. Reed: Sydney, 1971
- Australia’s World Heritage Sites, 1985
- The Desert Sea. The Miracle of Lake Eyre in Flood. Macmillan Australia: Melbourne, 1985
- Flight of the Shearwater. Kangaroo Press: Kenthurst, 1996
- An Australian Life. Memoirs of a naturalist, conservationist, traveller and writer. Fremantle Arts Centre Press: South Fremantle, 1999